# 141 R 1199
La 141 R 1199 est une locomotive à vapeur préservée de la série 141 R, appartenant à la Société nationale des chemins de fer français (SNCF). Elle est classée au titre des monuments historiques depuis 1984. Elle est préservée par Amicale des Anciens et Amis de la Traction Vapeur (Centre Val de Loire) en gare des Aubrais.

## Historique
La 141 R 1199 (numéro constructeur : 73 048) sort de l'usine Baldwin Locomotive Works à Philadelphie (Pennsylvanie, États-Unis) dans le cadre de la reconstruction du réseau ferré français après la Seconde Guerre mondiale. Arrivée en France, elle est affectée au dépôt du Mans (Sarthe) le 17 juillet 1947 et ce jusqu’au 25 août 1971, date de sa réforme après 1 627 474 kilomètres parcourus. Elle fait partie des rares machines de la série n'ayant jamais changé de dépôt.
En 1975, elle est sélectionnée pour être donnée au musée du chemin de fer de San Diego (Californie). Cette opération n'a pas lieu et la machine est garée en gare de Vitré, sous la surveillance de l’association Rail 35. La 1199 est alors classée au titre objet des monuments historiques le 6 décembre 1984.
Le 18 juillet 1982, elle participe en circulation à froid au Centenaire de la ligne d'Auray à Quiberon.
En 1985, elle figure dans le clip musical Another brick du groupe Fake.
La machine est transférée en 1994 au dépôt de Nantes-Blottereau pour être restaurée par l'association Loco Vapeur R1199, créée en février 1993. Ce projet de restauration faisait l'objet d'une convention signée en 1994.
La restauration dure douze ans. La 141 R 1199 roule à nouveau en 2004, effectuant des voyages dans l'ouest de la France. Elle est immobilisée en 2011 pour la révision de la chaudière, dont le coût s'élève à 191 000 euros, et est soutenu par la fondation du patrimoine.
Basée à Nantes (Loire-Atlantique, France) de 1994 à 2018, elle était alors exploitée par l'association Loco Vapeur R 1199. 
Le 25 août 2016, l'association Loco Vapeur R1199 informe que la direction régionale SNCF résilie sa convention qui lui permet d'exploiter la locomotive. La suite des travaux d'agrandissement de la gare de Nantes entraînant la démolition du hangar qui abritait la locomotive, la SNCF décide son transfert au dépôt du Mans dans un endroit plus adapté, le 22 juin 2018. La rame accompagnant la locomotive est stockée en Gare de Nantes-État ; fortement dégradée, elle transférée aussi au Mans, puis, pour moitié à Gièvres pour préservation, et pour l'autre moitié à Chalindrey pour ferraillage. 
En 2022, une convention est signée entre la SNCF et l'association AAATV-Centre Val de Loire déjà gestionnaire de la 141 R 840. La convention porte sur la conservation et l'exploitation de la 141 R 1199 depuis la gare des Aubrais. La locomotive est transférée aux Aubrais le 21 mai 2022.

## Caractéristiques
La 141 R 1199 fait partie de la tranche des 141 R 701 à 1340. Sa sous-série est la 73046–73049 (141 R 1197 à 1200) construite par Baldwin. Elle présente donc des caractéristiques spécifiques, qui peuvent différer des autres locomotives de la série.
La 141 R 1199 est équipée pour la chauffe au fioul lourd, avec un tender de grande capacité (13 500 litres). Le châssis de la machine est en acier moulé, et ses roues sont également en acier moulé de type Boxpok sur boîtes à roulements à rouleaux Timken. Le bissel arrière est de type Delta.